# Rhacochelifer quadrimaculatus
Rhacochelifer quadrimaculatus es una especie de arácnido del orden Pseudoscorpionida de la familia Cheliferidae.

## Distribución geográfica
Se encuentra en Hungría y en los Balcanes.